# تپلینکا
تپلینکا (انگلیسی: Teplinka) یک شهرک در بخش آلکسیفسکی استان بلگورود کشور روسیه است.